# Casearia kurzii
Casearia kurzii C.B.Clarke – gatunek rośliny z rodziny wierzbowatych (Salicaceae Mirb.). Występuje naturalnie w Indiach, północnej Mjanmie oraz południowych Chinach (w prowincji Junnan). 

## Morfologia
PokrójZrzucające liście drzewo dorastające do 5–12 m wysokości.
LiścieBlaszka liściowa ma kształt od lancetowatego do podługowato lancetowatego. Mierzy 9–21 cm długości oraz 4–8 cm szerokości, jest karbowana na brzegu lub niemal całobrzega, ma zaokrągloną nasadę i ostry wierzchołek. Ogonek liściowy jest owłosiony i dorasta do 5–15 mm długości.
KwiatySą zebrane po 2–7 w kłębiki, rozwijają się w kątach pędów. Mają 5 działek kielicha o owalnym kształcie i dorastających do 3–5 mm długości. Kwiaty mają 7 pręcików.
OwoceMają elipsoidalny kształt.

## Biologia i ekologia
Rośnie w lasach wilgotnych. Występuje na wysokości od 500 do 1500 m n.p.m.